# Arlington (Kentucky)
 For alternative betydninger, se Arlington. (Se også artikler, som begynder med Arlington)
Arlington er en by i Carlisle County, Kentucky. Arlington har en befolkning på 334 indbyggere.

## Historie
Arlington var grundlagt i 1876.

### Population
| År   | Population | Ændringer (%) |
| ---- | ---------- | ------------- |
| 1890 | 574        | —             |
| 1900 | 584        | 1,7           |
| 1910 | 555        | -5            |
| 1920 | 668        | 20,4          |
| 1930 | 685        | 2,5           |
| 1940 | 690        | 0,7           |
| 1950 | 584        | -15,4         |
| 1960 | 584        | 0             |
| 1970 | 549        | -6            |
| 1980 | 511        | -6,9          |
| 1990 | 449        | -12,1         |
| 2000 | 395        | -12           |
| 2010 | 324        | -18           |

## Geografi
Arlington har et areal på 1.0 km².